# Alejandro Barletta
Alejandro Barletta (Adrogué, 20 de septiembre de 1925 - 26 de abril de 2008) fue un músico y compositor argentino, creador de la primera escuela del bandoneón, primer concertista del bandoneón en música clásica, considerado por la crítica internacional el máximo exponente de la interpretación de este instrumento, obtuvo dos veces el Premio Konex como uno de los 5 mejores instrumentistas diversos de la década en la Argentina en 1989 y 1999.

## Trayectoria
Nació en Adrogué, provincia de Buenos Aires. A los cinco años, gracias a un regalo navideño, tuvo por primera vez el bandoneón sobre sus piernas. Su padre, Horacio Barletta, había logrado reunir el dinero necesario para comprárselo debido a un pedido del niño. Dos años después, a la edad de 7 años comienza a efectuar interpretaciones en su colegio y ya a los 12 años realiza conciertos junto a sus dos hermanos, Osvaldo y Miguel Ángel —violín y contrabajo— en el denominado «Trío Barletta».
Desde los catorce años y hasta los 18, forma parte de diversas orquestas típicas como las de Domingo Federico y Alberto Castillo, interpretando tangos. Los primeros conciertos como intérprete solista los realiza en el Teatro del Pueblo dirigido por el mítico Leónidas Barletta con quien no tenía relación familiar alguna y sólo compartían su apellido, de allí quizás nació la inspiración de Juan José Jusid para que el personaje de su película Espérame mucho quisiera que la obra de teatro que interpretaba tuviera como fondo un tema de Edvar Grieg interpretado por Barletta. En su juventud es descubierto por Juan José Castro quien le allana el camino para presentarse como solista en Uruguay, Chile y Estados Unidos. En el país del norte es solicitado para efectuar un concierto, presentándose por primera vez un bandoneonista como solista junto a una orquesta sinfónica bajo la batuta de André Cluytens en el «Teatro de Champs Elysees» de París. Dicho concierto está considerado el primero de la historia del instrumento en la música clásica.
Estudió profundamente: teoría, solfeo, didáctica musical, acústica, armonía, contrapunto, fuga, composición y orquestación, con notables maestros. En Argentina, José Logiovine, Athos Palma, Julián Bautista, Alberto Ginastera, y en París, la Schola Cantorum, con Daniel Lesur y Pierre Wismer, además de su paso por el Instituto de Musicología de la Sorbona.
Formó parte del Grupo de París integrado por otros músicos y reconocidos escritores y pintores como Antonio Berni, Mauro Mejíaz , Antonio Gálvez, Miguel Ángel Asturias, Alejo Carpentier y Federico Gorbea, entre muchos otros. Juan Carlos Castagnino realizó el famoso dibujo que luego se reprodujo en casi todos los programas de sus conciertos.
Ha recorrido todo el mundo, interpretando en el bandoneón música clásica y contemporánea, con estreno de sus obras sinfónicas en Berlín, Uruguay y en el Teatro Colón de Buenos Aires, ha compuesto obras para bandoneón solo, con otros instrumentos y orquestales. En los años 70's se lo relacionó con la corriente de arte Madí, cuyo mayor exponente es el artista plástico Gyula Kosice. Entre las obras más interesantes de Barletta se encuentran los Preludios cósmicos y los tangos de cámara. De gran importancia fue su labor docente, ejerciendo en el Conservatorio Julián Aguirre de Banfield, el «Conservatorio López Buchardo» en Capital Federal, en la Municipalidad de Alte. Brown, Adrogué y en su domicilio particular.
Escribieron para él obras originales para bandoneón famosos compositores como Joaquín Rodrigo, Mauricio Kagel y Juan José Castro.
Las obras sinfónicas Júpiter I, II, III; IV, V, VI y el Concierto del Sur, fueron un encargo del Teatro Colón de Buenos Aires y estrenadas en dicho escenario entre los años 1970 y 1981. También a pedido del prestigioso OSSODRE de Montevideo Barletta compuso y estrenó el Doble Concierto de Montevideo, para oboe, bandoneón y orquesta.
Es interesante saber que Alejandro Barletta, pionero absoluto de su instrumento, ejecutó por primera vez en la historia de la música el Concierto nº 4 para órgano y orquesta de G.E. Handel acompañado por la orquesta de París, dirigida por el famoso director belga André Cluytens el 19/02/1951 en el «Teatro de Champs Elisses» (París, Francia). Tras este concierto orquestas sinfónicas y de cámara de distintos países lo solicitaron como solista.
Introdujo el bandoneón en catedrales de países e iglesias de diversos cultos. Entre ellas destacaremos la iglesia de Santo Tomás en Leipzig, llamada la "Iglesia de Bach", "Chiesa della Pieta", La Iglesia de Antonio Vivaldi, en Venecia, la de Saint Germain Lauserroix, en París, y en muchas otras de Uruguay, Bélgica, Paraguay, Italia, España, y Argentina etc.
Es ciudadano ilustre de la Ciudad de Adrogué, Tandil y de la Provincia de Buenos Aires
Editó varios discos en
- New York: S.M.C. Proarte, tres discos.
- México: Orfeon Video Vox Colombia, Medellín Montevideo: Antar Telefunken.
- Buenos Aires: Club Internacional del Disco, Ten Records, Pauta, Ben Molar (Fermata);
- España, Madrid: Diapason Records.

## Críticas destacadas
"Nuevamente de paso por buenos Buenos Aires,donde se puede gozar de su magnifico estilo, Alejandro Barletta, el inventor del bandoneón clásico, una escuela musical que ha fundado para siempre....... se comprobó el respeto por lo escrito, y el rigor en la ejecución de Alejandro Barletta. La ovación que cerró el concierto confirmó la otra parte, esa que hace de un ejecutante un artista.un temperamento capaz de transmitir emoción a la audiencia.
 Juan Carlos Montero. Revista Somos, Buenos Aires (9/6/89)

El argentino Alejandro Barletta toca virtuosisticamente el bandoneón....,instrumento de fantásticas posibilidades de 150 años de edad, el argentino Alejandro Bárletta ha llegado a ser un verdadero apóstol del bandoneón.... la riqueza sonora, especialmente en una obra de Frescobaldi, superó toda expectativa por la extraordinaria expresión, matizada con toques sutilmente románticos...
L.G., Die Welt, Berlín, Alemania

"VENUS 4.5,6, escrito por Barletta en 1972, explora un mundo de sonoridades sugerentes, extrañas, en que el bandoneón y el violín aparecen decididamente proyectados a una órbita brillante, dura, sobrecogedora, ajena a la de la tierra. Al lado de estas perspectivas y actualizadas especulaciones musicales, Los planetas de Holst resultarían comparativamente una exploración clásica.
 Ricardo Turro. LA RAZON-BUENOS AIRES -19/5/73

"...los múltiples efectos de colorido del bandoneón, lo hemos conocido por Barletta hace algún tiempo en Berlin. En Cinco Preludios Cómicos, de su propia composición, Barletta exhibió toda la gama de sus posibilidades sonoras, entre otras, períodos polífónicos a modo de órgano, aglomeraciones de sonidos..."
 Walter Kaempfer, Der Tagesspiegel - Berlin-10/5/72

Atrevida hazaña la que está llevando a cabo Alejandro Barletta, el rehabilitar el bandoneón. Procurar un instrumento más al quehacer de los compositores es algo noble y que a muy pocos les está reservado.
 Joaquín Rodrigo

Alejandro Barletta es un extraordinario artista.Para mi su arte ha sido una revelación. En su instrumento se puede tocar todo.
 Pablo Casals - Puerto Rico 1964

Para mi, Barletta, más que un virtuoso de su precioso instrumento, del que extrae sonoridades muy atrayentes, es un gran músico al servicio de la música.
Cristóbal Halffter (compositor español)

Alejandro Barletta es el mayor bandoneón del mundo...en su última obra Júpiter I, II, III para bandoneón y orquesta, cuyo segundo fragmento es una proeza maestra de ambiente e imaginación sonora...De todos modos, Barletta compositor es uno de los creadores locales que tiene más que decir...

Napoleón Cabrera - Diario Clarin, Buenos Aires (Argentina)

Es que Alejandro Barletta tiene una sensibilidad, un poder de concentración, una nobleza de línea y de concepto, una inteligencia y un virtuosismo de ejecutante, que hacen palidecer a la mayoría de los organistas.
 Washingtom-Roldán- Diario El País, Montevideo (Uruguay)

...Un pequeño órgano, ha dicho Híndemith del bandoneón de Barletta. En su interpretaciones Barletta es un virtuoso que del singular instrumento extrae sonidos casi increíbles.
 Vice-Corriere Di Informazione, Milán, ltalia

Alejandro Barletta es uno de los intérpretes más importantes del siglo veínte. Comparado a Wanda Landowska, Pablo Casals, Andrés Segovia, etc.
 Alejandro Ayestarán- El Diario, Montevideo, 1983

...un perfecto regalo para el hombre que ha escuchado todo, es comprar una entrada para un concierto de Alejandro Barletta....
Robert Sherman - New York Times (Estados Unidos)

...Alejandro Barletta es un artista que puede ser colocado entre los más grandes artistas de todas las épocas...
New York Herald Tribune- New York (Estados Unidos)

...BANDONEON, COMO CAJA MAGICA -FASCINANTE NOCHE DEL AREGENTINO ALEJANDRO BARLETTA...los cinco preludios cósmicos de Barletta no tuvieron dificultad en imponerse. Estos preludios representan un pequeño catecismo del bandoneón, en el se ilustran las fantásticas posibilidades sonoras en una multiplicidad de formas de expresión musical....se puso convincentemente de relieve el virtuosismo de Barletta, pero asimismo su musicalidad altamente desarrollada...
Berliner Morgenpost - Berlin (Alemania)

Alejandro Barletta es un extraordinario artista.EL bandoneón suena como un verdadero órgano de cámara...
Paul Hindemith

El tono producido por Barletta fue rico y poderoso, la sonoridad como la de un organo de cámara y.el control del fuelle, fraseo y dinámica tuvo una ilimitada expresión. Todo fue tocado con percepción estilística e instrumental. Los más complejos contrapuntos absolutamente claros.... En realidad hemos escuchado a un brillante artista.
'A.E.P. Daily Telegraph- Londres (lnglaterra)

...El bandoneón posee extraordinaria facilidad y claridad para el juego contrapuntistico....Barletta, que ha creado una técnica completa y eficacísima, es un músico de raza.
José Ardevol -(compositor cubano)

## Catálogo de obras
- Suite Infantil.
- Cinco preludios cósmicos (piezas inspiradas por la carrera espacial, estrenados en el Town Hall de Nueva York en 1969)
- OVNI I y II.
- Luna I y II.
- Mars I y II.
- Argentina 1 a 5 y 6 a 10.
- Venus 1, 2, 3, 4, 5, 6, 7, 8, 9, 10, 11, 12, 13, 14 y 15.
- 3 piezas neoclásicas.
- Cinco miniaturas para piano.

Tangos de cámara:
- Quilmes 1 y 2.
- Café Einstein Berlín.
- Jaque Mate.
- Granada.
- A nous la libertè.
- Gratia Plena.
- Gualeguaychú.
- Florida 1.

Milongas:
- Milonga dessima.
- Milonga quarta.
- Milonga quinta.
- Milonga sesta.
- Tartufo en Buenos Aires.
- Asamblea general.
- Pour le bandoneón.
- Milonga Recuerdo.
- Milonga Florida.
- Milonga del ayer.
- Mi compa bandoneón.
- La vida comienza mañana.
- El corruptor.
- Che que banda.
- El laberinto.
- Primavera en Argentina.

Obras sinfónicas:
- Júpiter I, II, III.
- Concierto del sur.
- Doble Concierto de Montevideo.
- Júpiter IV, V, VI.

## Adiós a Barletta, un erudito del bandoneón
"El bandoneón es el instrumento más representativo que tiene el tango, lo que no significa que haya sido creado para esos fines. Su inventor lo imaginó como un órgano portátil, probablemente concertante, dedicado al repertorio académico. Los tangueros lo llevaron por otros rumbos, pero hubo quienes con esmero lo guiaron al terreno clásico. Entre esos poquísimos, el principal referente es Alejandro Barletta, que falleció anteayer, a los 83 años, luego de una larga trayectoria que lo mantuvo en actividad hasta hace un par de años, dedicado a los conciertos y las clases.

Este hombre, que recibió sus exequias ayer en el cementerio privado Gloriam, de Corimayo, fue prácticamente un maestro que no tuvo maestros para el fuelle. Sin embargo, dejó un importante legado para el instrumento en el terreno clásico, incluso como compositor (una serie para bandoneón y orquesta y para otros instrumentos, además de algunas milongas y tangos de cámara) y se llevó elogios de músicos como Joaquín Rodrigo y Pablo Casals, junto a los mejores comentarios de la crítica especializada.
Nacido en Buenos Aires, Barletta fue considerado un niño prodigio que, con apenas 8 años, demostraba su talento en un trío creado junto a sus hermanos. Ese fue el antecedente de una carrera que incluyó más de 2500 conciertos en 45 países de América, Europa, Medio Oriente y Africa, y grabaciones en Argentina, México y los Estados Unidos.
Su primer aprendizaje fue autodidacto, aunque con el tiempo buscó el conocimiento de músicos como Alberto Ginastera, en nuestro país, y de otros colegas en la Schola Cantorum y en el Instituto de Musicología de la Sorbona. Como docente, desarrolló su actividad en el Conservatorio Nacional de Buenos Aires Carlos López Buchardo, Municipal Manuel de Falla y Conservatorio Julián Aguirre, además de haber dictado conferencias en universidades y asociaciones musicales.
Barletta fue el primer bandoneonista que interpretó el Concierto Nº 4 para órgano y orquesta, de Haendel, en 1951, en el teatro Champs-Elysées, el que le abrió una puerta al ámbito sinfónico.
En la labor compositiva, se destacó su serie "cósmica" titulada Júpiter (seis composiciones para bandoneón y orquesta, escritas en los años 70, a pedido del Teatro Colón), el Doble concierto de Montevideo (para bandoneón, oboe y orquesta) y otra serie denominada Venus , entre otras obras.
Aunque su paso por el tango fue breve, gracias a orquestas como la de Domingo Federico, también escribió piezas ligadas a este género, como sus tangos de cámara y, ya en los 90, una colección de milongas.
"
 La Nación, Buenos Aires Lunes 28 de abril de 2008